# بيل ماكيبين
ويليام إرنست ماكيبين (من مواليد 8 ديسمبر 1960) عالم بيئة أمريكي ومؤلف وصحفي كتب بإسهاب عن تأثير ظاهرة الاحتباس الحراري. هو باحث متميز في كلية ميدلبوري وقائد مجموعة حملة المناخ التابعة لمنظمة 350.org. ألف عشرات الكتب عن البيئة، بما في ذلك كتابه الأول، نهاية الطبيعة (ذا إند أوف نيتشر) (1989)، حول تغير المناخ، وكتاب تداعٍ: هل بدأت اللعبة البشرية بالظهور؟ (فالتر: هاز ذا هيومان غيم بيغان تو بلاي إتسيلف آوت) (2019)، حول التحديات البيئية التي تواجه البشرية وآفاق المستقبل.
في عام 2009، تولى تنظيم 5,200 مظاهرة متزامنة تابعة لمنظمة 350.org في 181 دولة. في عام 2010، أنشأ ماكيبين مع 350.org مجموعة حزب العمل العالمي 10/10/10، والتي عقدت أكثر من 7,000 حدث في 188 دولة، بحسب ما ذكر أمام تجمع كبير في كلية وارين ويلسون قبل وقت قصير من الحدث. في ديسمبر عام 2010، نسق موقع 350.org مشروعًا فنيًا على مستوى الكوكب، إذ كانت أغلب الأعمال الفنية العشرين مرئية من الأقمار الصناعية. في عامي 2011 و2012، قاد الحملة البيئية ضد مشروع خط أنابيب كيستون إكس إل المقترح وأمضى ثلاثة أيام في السجن في واشنطن العاصمة. بعد أسبوعين، تم تجنيده في قسم الأدب في الأكاديمية الأمريكية للفنون والعلوم. 
حصل على جائزة غاندي للسلام عام 2013. أدرجت مجلة فورين بوليسي اسمه في قائمتها الافتتاحية ضمن أهم 100 مفكر عالمي في عام 2009، ووصفته إم إس إن بأنه أحد أكثر عشرة رجال مؤثرين في عام 2009. في عام 2010، وصفته صحيفة بوسطن غلوب بأنه «ربما يكون رائد البيئة في البلاد» ووصفه مدقق الكتب في مجلة تايم، برايان والش، بأنه «أفضل صحفي صديق للبيئة في العالم». في عام 2014، حصل على جائزة رايت ليفيلهوود «لحشد الدعم الشعبي المتنامي في الولايات المتحدة وحول العالم للعمل القوي في مواجهة تهديد تغير المناخ العالمي». رُشح اسمه كوزير محتمل للداخلية أو وزير للطاقة في حالة انتخاب رئيس من الحركة التقدمية.

## النشأة
ولد ماكيبين في بالو ألتو، كاليفورنيا. انتقلت عائلته لاحقًا إلى ضاحية ليكسينغتون في بوسطن، ماساتشوستس، حيث التحق بالمدرسة الثانوية. كتب والده، الذي اعتقل مرة في عام 1971 خلال احتجاج لدعم قدامى المحاربين في فيتنام ضد الحرب، لمجلة بيزنس ويك، قبل أن يصبح محررًا للأعمال في صحيفة بوسطن غلوب، في عام 1980. عندما كان ماكيبين في المدرسة الثانوية، كتب للصحيفة المحلية وشارك في مسابقات المناظرة على مستوى الولاية. التحق بكلية هارفارد عام 1978، وأصبح محررًا لجريدة هارفارد كريمسون واختير رئيسًا للجريدة للعام 1981. 
في عام 1980، بعد انتخاب رونالد ريغان رئيسًا، قرر أن يكرس حياته للقضية البيئية.
تخرج في عام 1982، وعمل كاتبًا لمدة خمس سنوات في مجلة النيويوركر، وكتب معظم محتوى عمود حديث البلاد (توك أوف ذا تاون) من عام 1982 حتى أوائل عام 1987. سكن في شقة مع الناقد السينمائي، ديفيد إدلستاين، وكان يجد العزاء في إنجيل متى. [بحاجة لمصدر] أصبح من دعاة المقاومة السلمية. في أثناء كتابته قصة عن المشردين، عاش في الشوارع حيث التقى بزوجته، سو هالبيرن، التي كانت تعمل مدافعةً عن المشردين. في عام 1987، استقال ماكيبين من مجلة النيويوركر بعد أن أُجبر المحرر المخضرم ويليام شون على الاستقالة من منصبه. انتقل مع عائلته بعد فترة وجيزة إلى منطقة نائية في جنوب شرق جبال آديرونداك في ريف نيويورك، حيث بدأ العمل ككاتب مستقل.

## الكتابة
بدأ ماكيبين حياته المهنية في الكتابة المستقلة في نفس الوقت تقريبًا الذي ظهر فيه تغير المناخ ضمن الأولويات العامة بعد الصيف الحار وحرائق عام 1988 وشهادة جيمس هانسن أمام لجنة مجلس الشيوخ الأمريكي للطاقة والموارد الطبيعية في يونيو من ذلك العام. تمثلت مساهمته الأولى في المناقشة في قائمة مختصرة من الأدبيات حول هذا الموضوع والتعليق المنشور في ديسمبر 1988 في مطبوعة نيويورك ريفيو أوف بوكس وسؤال، «هل درجات الحرارة العالمية آخذة بالازدياد؟»

## الحملات البيئية

### ستيب إت أب
كانت حملة ستيب إت أب 2007 عبارة عن حملة بيئية وطنية بدأها ماكيبين للمطالبة باتخاذ إجراءات بشأن ظاهرة الاحتباس الحراري من قبل الكونغرس الأمريكي.
في أواخر صيف عام 2006، ساعد في قيادة مسيرة لمدة خمسة أيام عبر ولاية فيرمونت للمطالبة باتخاذ إجراءات بشأن ظاهرة الاحتباس الحراري. بدءًا من يناير عام 2007، أسس حملة ستيب إت أب 2007، التي نظمت مسيرات في مئات المدن والبلدات الأمريكية في 14 أبريل عام 2007، لمطالبة الكونغرس بسن قيود على انبعاثات الكربون وخفضها بنسبة 80% بحلول عام 2050. سرعان ما حظيت الحملة على دعم واسع النطاق من قبل المجموعات البيئية والطلابية والدينية المتنوعة.

### 350.org
في أعقاب إنجازات ستيب إت أب، أعلن نفس الفريق عن حملة جديدة في مارس عام 2008 سميت 350.org. استمدت حملة الجهود التنظيمية، التي استهدفت العالم بأسره، اسمها من ادعاء عالم المناخ جيمس إي هانسن في وقت سابق من ذلك الشتاء أن أي تركيز لغاز ثنائي أكسيد الكربون في الغلاف الجوي يزيد عن 350 جزءًا في المليون هو أمر غير آمن. «إذا كانت البشرية ترغب في الحفاظ على كوكب مشابه للكوكب الذي نشأت عليه الحضارة وتكيفت معه الحياة على الأرض، تشير أدلة المناخ القديم والتغير المناخي المستمر إلى ضرورة خفض انبعاثات ثنائي أكسيد الكربون من 385 جزء في المليون إلى 350 جزء في المليون، وغالبًا أقل من ذلك». هذا ما ذكره هانسن وآخرون في ملخص ورقتهم.
حاول موقع 350.org، الذي له مكاتب ومنظمون في أمريكا الشمالية وأوروبا وآسيا وأفريقيا وأمريكا الجنوبية، نشر الرقم 350 المستهدف قبل اجتماعات المناخ الدولية في ديسمبر عام 2009 في كوبنهاغن. وقد تمت تغطيته على نطاق واسع في وسائل الإعلام. في 24 أكتوبر عام 2009، نسق أكثر من 5,200 مظاهرة في 181 دولة، وأُشيد به على نطاق واسع لاستخدامه الإبداعي لأدوات الإنترنت، إذ أعلن موقع كريتيكال ماس أنه «أحد أقوى النماذج على أمثلة الإعلام الاجتماعي في العالم». وصفت مجلة فورين بوليسي الحدث بأنه «أكبر تجمع عالمي منسق على الإطلاق».
بعد ذلك، واصلت المنظمة عملها مع حزب العمل العالمي 10/10/10 (10 أكتوبر 2010). اعتبارًا من عام 2022، كان ماكيبين مستشارًا أول لـ350.org وكانت ماي بوف المديرة التنفيذية.

## الحياة الشخصية
يقيم ماكيبين في ريبتون، ولاية فيرمونت، مع زوجته الكاتبة، سو هالبيرن. ولدت طفلتهما الوحيدة، صوفي، عام 1993 في غلينز فولز، نيويورك. هو باحث متميز في كلية ميدلبوري، حيث يدير أيضًا زمالات ميدلبوري في الصحافة البيئية. يعد ماكيبين أيضًا زميلًا في معهد بوست كاربون وهو ميثودي منذ زمن طويل.
منذ عام 2013، أُدرج اسم ماكيبين في المجلس الاستشاري للمركز الوطني لتعليم العلوم.